# Hendrik Moerman
Henricus (Hendrik) Aloïsius Moerman (ook: Henri Moerman), (Ieper, 19 januari 1861 – ?, 14 januari 1940) was een Belgisch componist, arrangeur, dirigent, organist en pianist. Hij was het jongste van 16 kinderen van de componist, leraar en organist Pieter Moerman (1818-1907), ook zijn broers Jules Moerman (1841-1901), Gustaf Moerman (1842-1905) en Prosper Moerman (1848-1902) waren in het muziekleven in en om Ieper bezig.

## Levensloop
Moerman kreeg zijn eerste muziekles vanzelfsprekend van zijn vader. Hij won in 1893 tijdens een internationale wedstrijd, georganiseerd door "Le Carillon" in Brussel verschillende prijzen voor harmonie-, fanfare- en kerkmuziek. Vanaf 1893 was hij organist aan de Sint-Maartenskerk in Ieper en vanaf 1895 als opvolger van Prosper Deliège dirigent van de in 1891 opgerichte  Liberale harmonie Oud-Pompiers in Ieper. In deze functies was hij bezig tot kort voor de uitbraak van de Eerste Wereldoorlog. Met het harmonieorkest oogstte hij veel successen zowel in Ieper en omgeving alsook in het buitenland en verzorgde vele concerten in die na de eeuwwisseling verschillende eigen composities geplaatst werden. Tot 1914 bleef het orkest bestaan. 
Verder trad hij samen met zijn zoon, de pianist Maurits Moerman, op als vierhandig spelend pianoduo. 
Als componist schreef hij liederen, pianowerken en muziek voor harmonie- of fanfareorkesten. Hij bewerkte ook de mars Défilé du petit soldat de plomb voor harmonie- of fanfareorkest.

## Composities

### Werken voor harmonie- of fanfareorkest
- Jeunesse, mars
- Feuilles d'automne
- Petite sérénade
- De Saint Cloud à Versailles, polka-mars

### Vocale muziek

#### Liederen
- Avondstilte - tekst: L. Raekelboom
- Paschen

### Werken voor piano
- Fleurs et Pleurs